# Гнездовковые (триба)
Гнездо́вковые (лат. Neottieae)  — триба однодольных растений семейства Орхидные (Orchidaceae).

## Краткое описание
Представители трибы  — геофиты. Среди представителей встречаются сапрофиты (роды Гнездовка и Лимодорум), лишённые хлорофилла и живущие в симбиозе с грибком.
Листья сидячие, ланцетной либо яйцевидной формы. У бесхлорофилльных видов листья в виде чешуек, коричневого либо желтоватого цвета.
Цветки обоеполые. Окраска цветков может быть жёлтой, белой, зелёной, красной, фиолетовой, коричневой.

## Ареал
Представители трибы встречаются в Европе, Африке, Азии, Америке.

## Роды
По данным National Center for Biotechnological Information, триба включает в себя следующие роды:
- Aphyllorchis Blume — Афиллорхис
- Cephalanthera Rich. — Пыльцеголовник
- Eburophyton A.Heller
- Epipactis Zinn — Дремлик
- Limodorum Boehm. — Лимодорум
- Listera R.Br. — Тайник
- Neottia Guett. — Гнездовка typus
- Palmorchis Barb.Rodr.

## Галерея

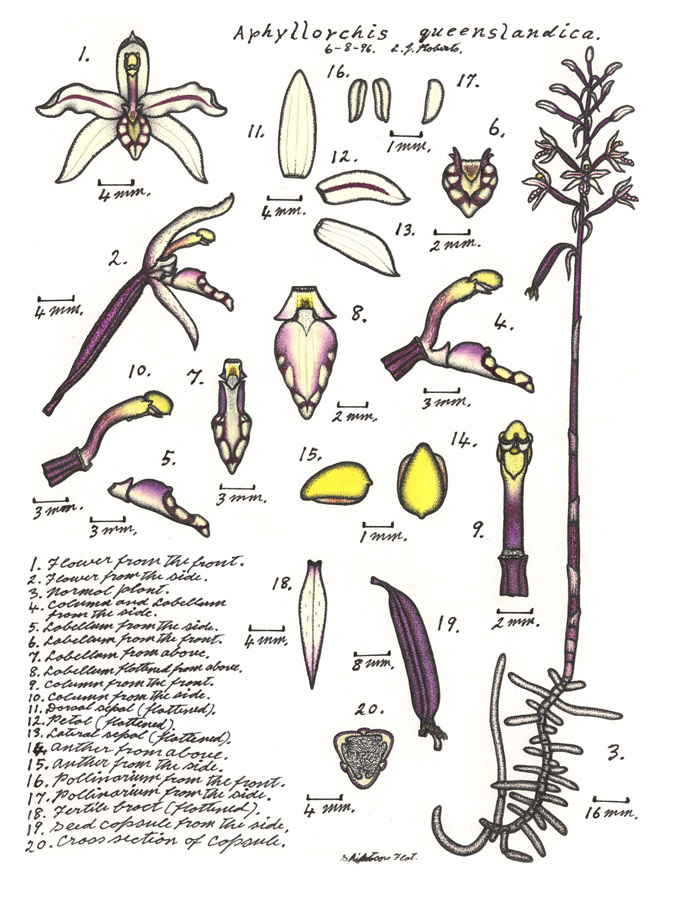
Aphyllorchis queenslandica. Ботаническая иллюстрация Льюиса Робертса[англ.] (1996)
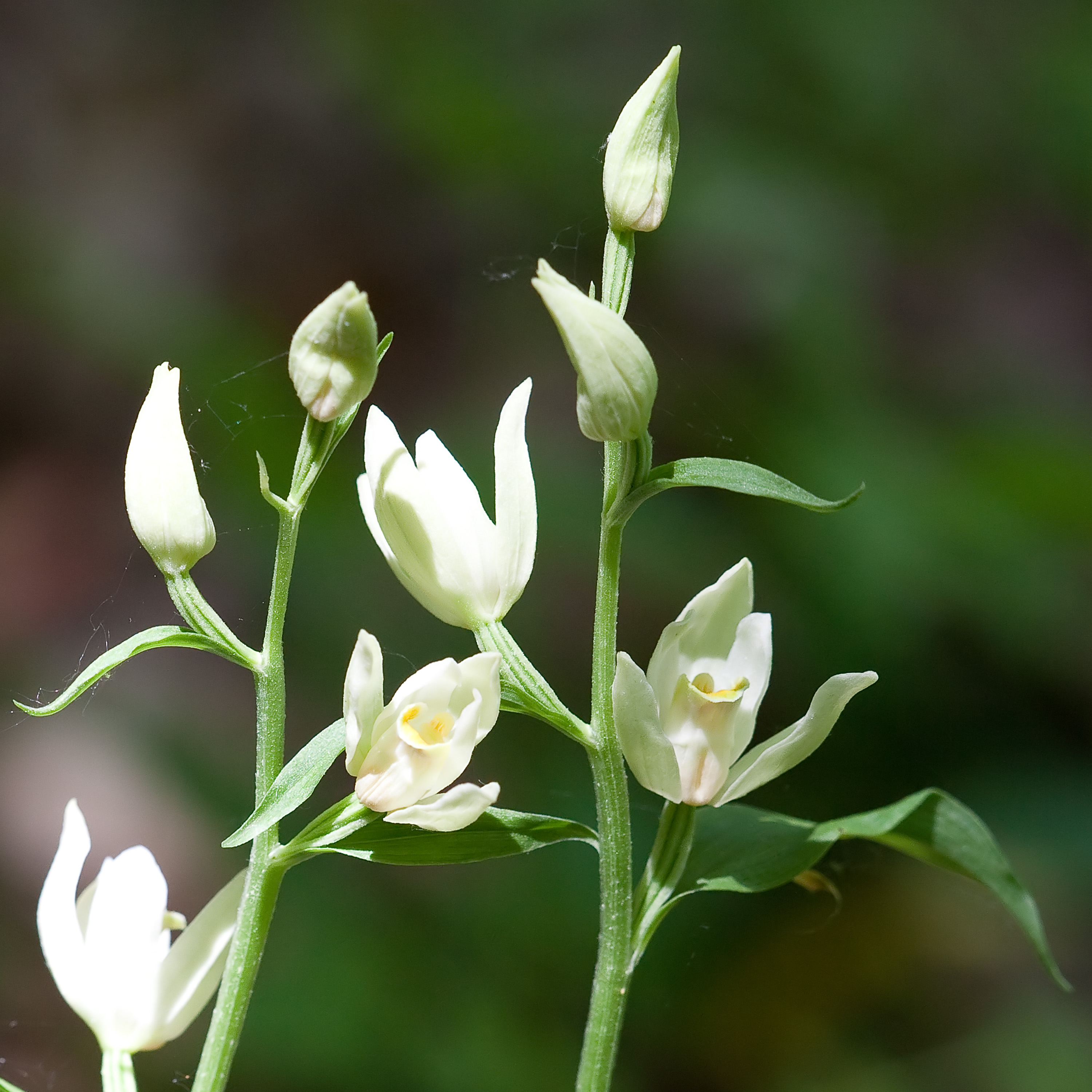
Пыльцеголовник крупноцветковый
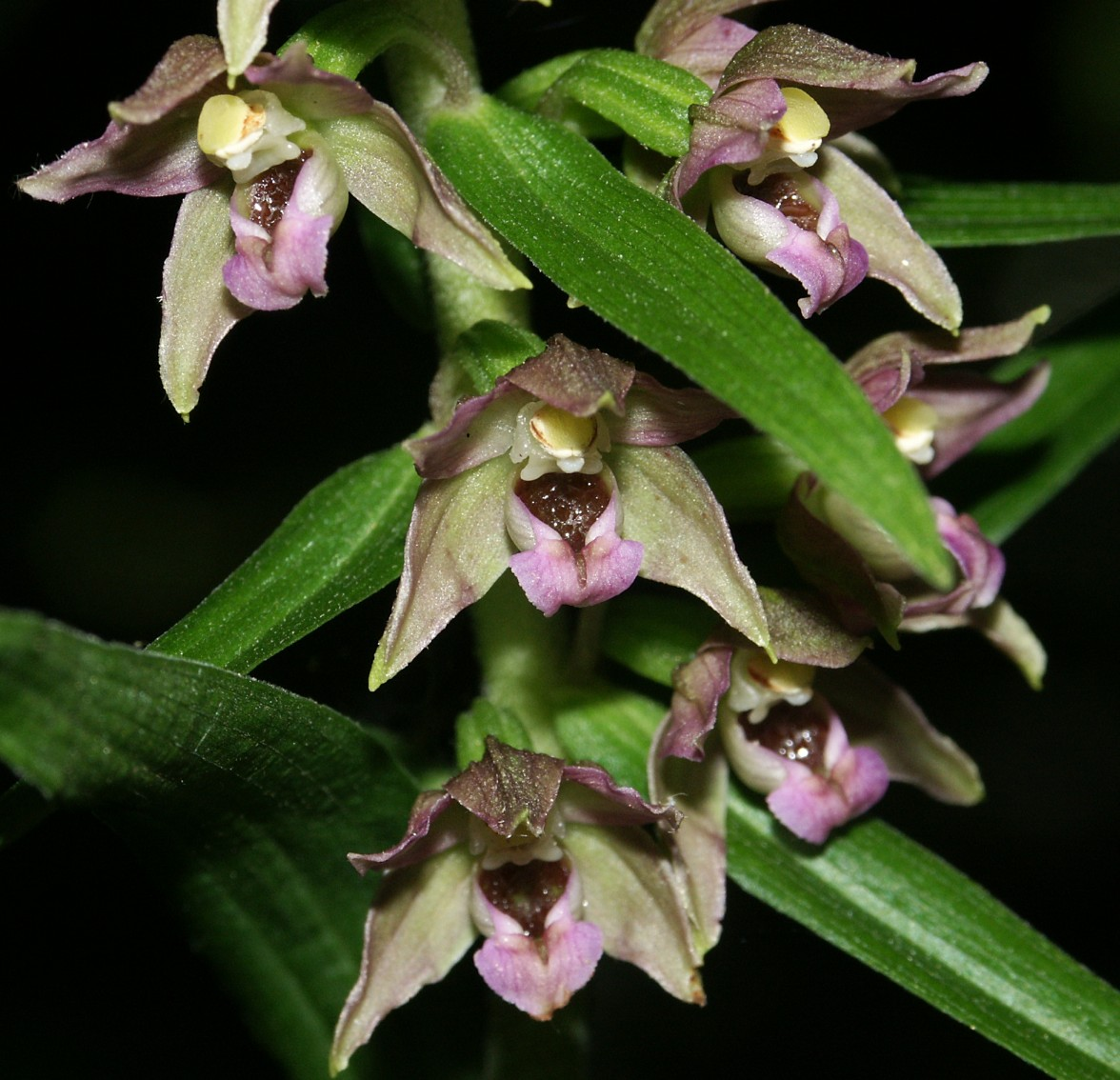
Дремлик зимовниковый
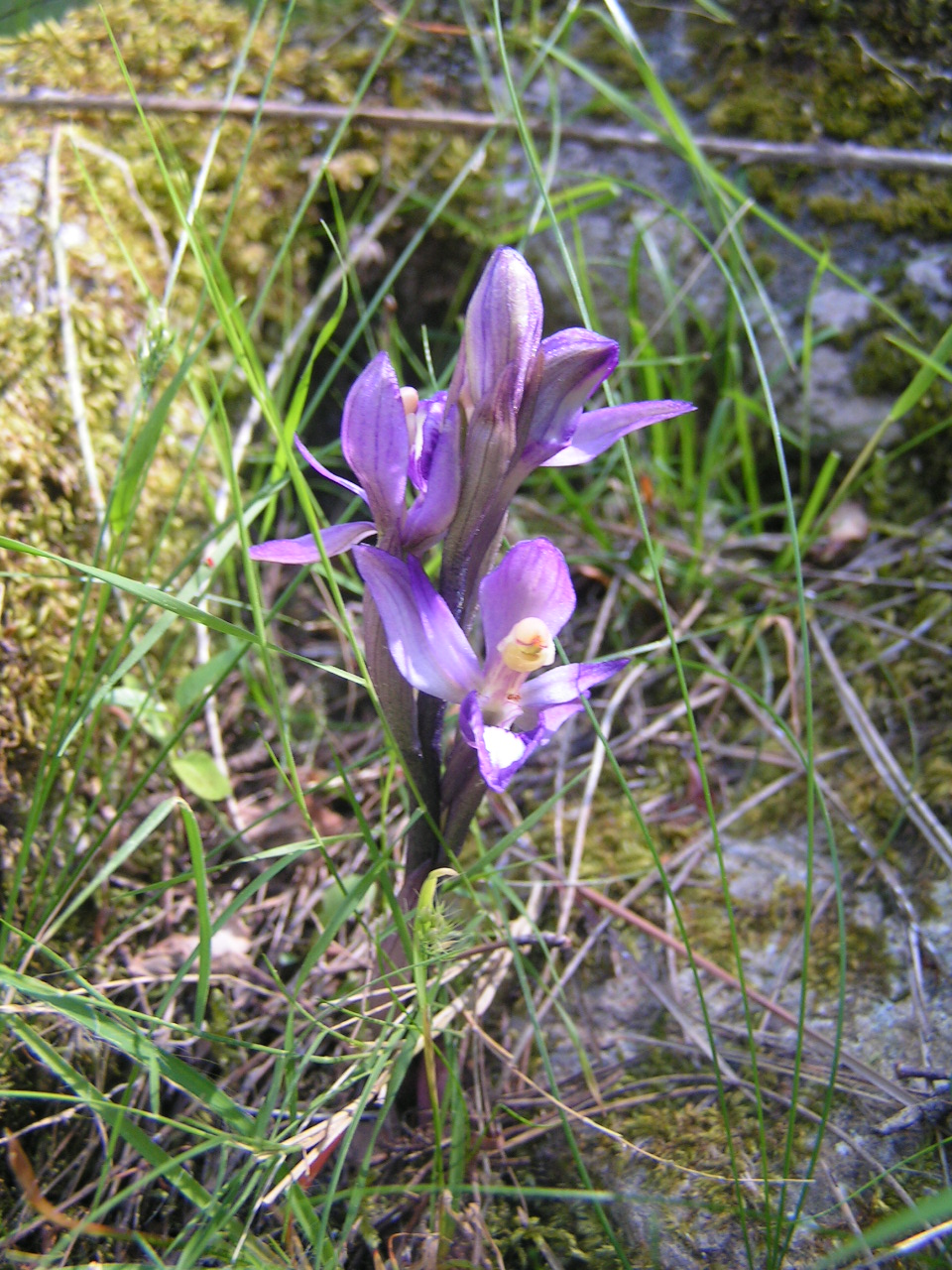
Лимодорум недоразвитый
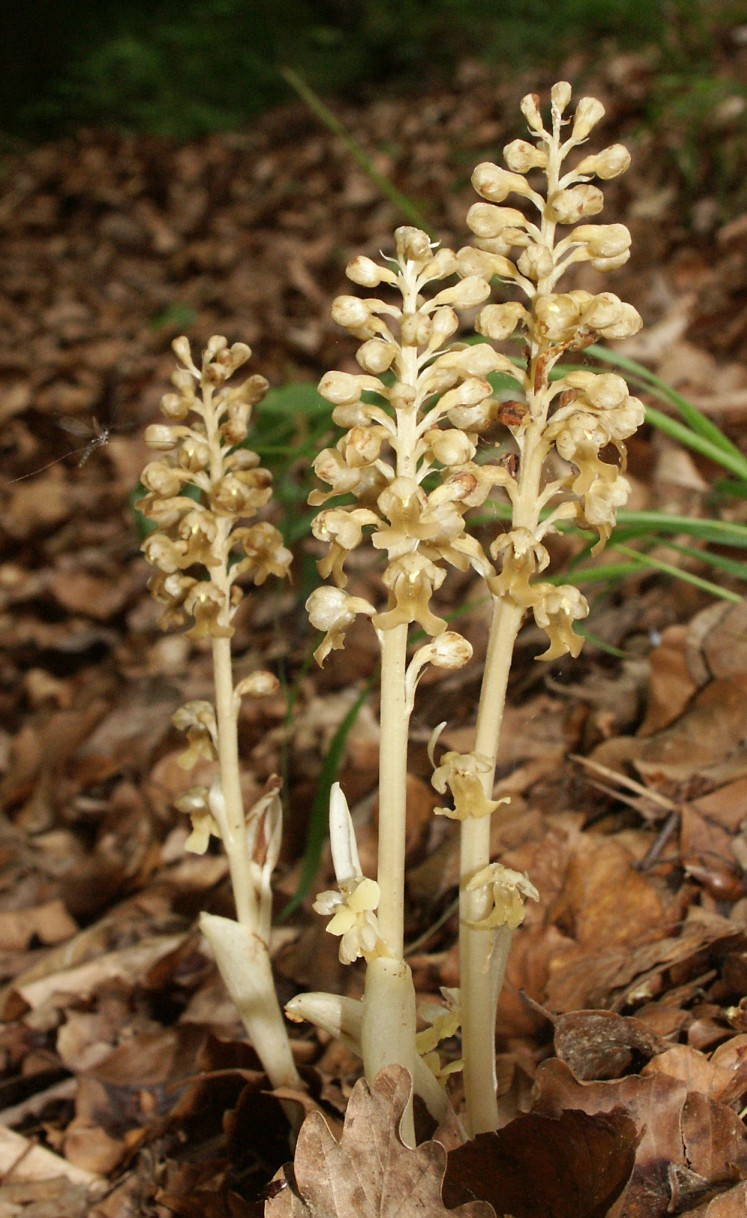
Гнездовка настоящая
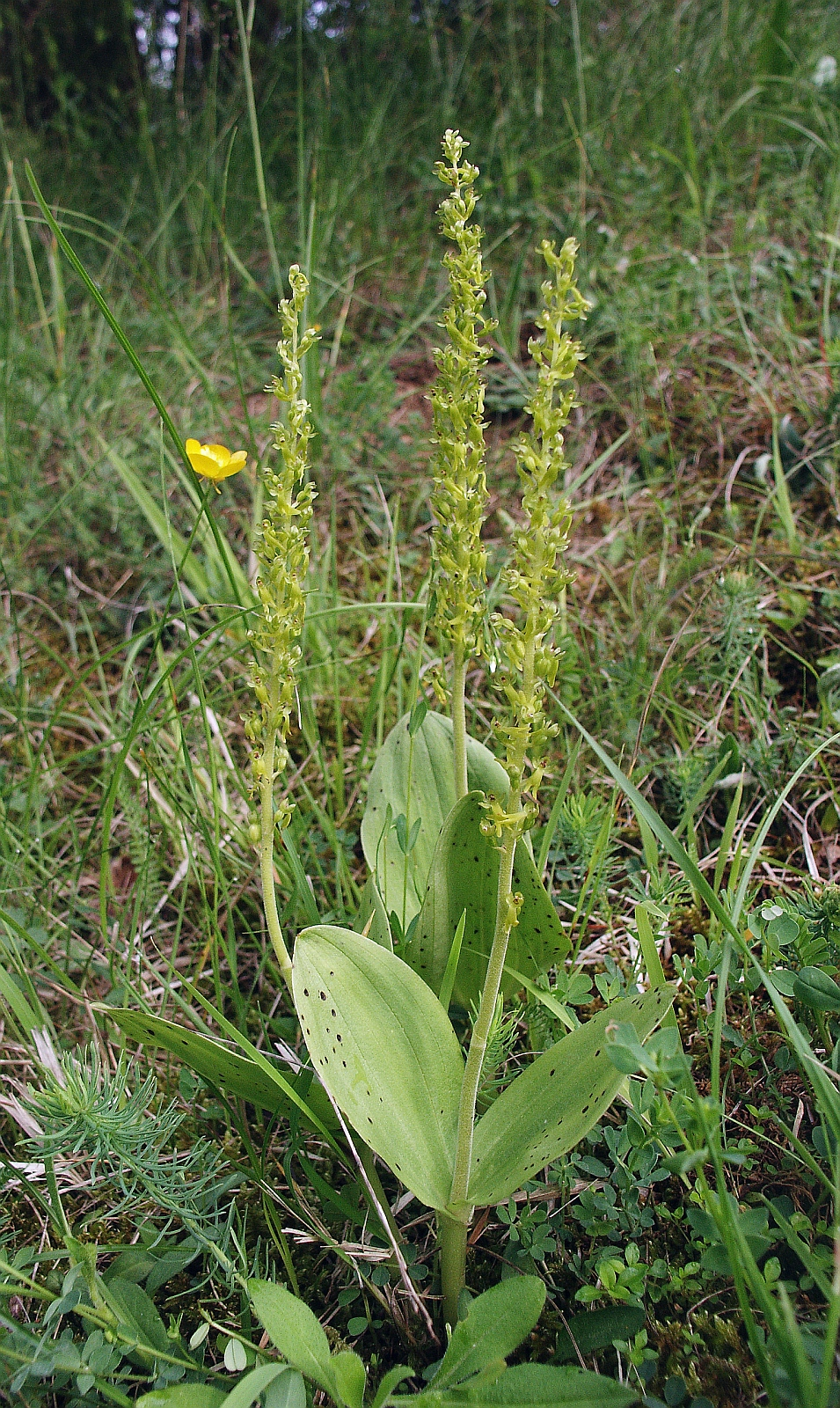
Тайник яйцевидный